# Lynnette Gilchrist
Lynnette Gilchrist es una deportista zimbabuense que compitió en natación adaptada y atletismo adaptado. Ganó ocho medallas en los Juegos Paralímpicos de Tokio 1964.

## Palmarés internacional
| Representando a Rodesia del Sur |               |                  |                                      |
| Juegos Paralímpicos             |               |                  |                                      |
| Año                             | Lugar         | Medalla          | Prueba                               |
| 1964                            | Tokio (Japón) | Medalla de oro   | 50 m braza incompleta clase 3        |
| 1964                            | Tokio (Japón) | Medalla de oro   | 50 m libre supino incompleto clase 3 |
| 1964                            | Tokio (Japón) | Medalla de oro   | 50 m libre prono incompleto clase 3  |
| 1964                            | Tokio (Japón) | Medalla de plata | Estilos clase abierta mixto          |

| Representando a Rodesia del Sur |               |                  |            |
| Juegos Paralímpicos             |               |                  |            |
| Año                             | Lugar         | Medalla          | Prueba     |
| 1964                            | Tokio (Japón) | Medalla de oro   | Jabalina B |
| 1964                            | Tokio (Japón) | Medalla de oro   | Maza B     |
| 1964                            | Tokio (Japón) | Medalla de plata | Disco B    |
| 1964                            | Tokio (Japón) | Medalla de plata | Peso B     |